# Karl Köpping
Karl Köpping (Drezda, 1848. június 24. – Berlin, 1914. július 15.) német rézkarcoló.

## Életpályája

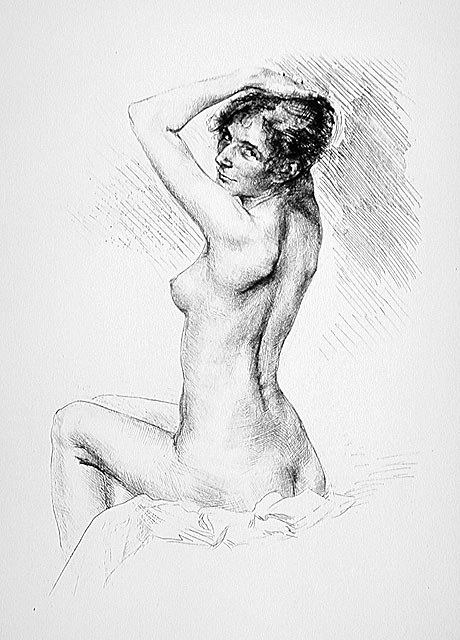
Ülő akt

Eleinte vegyész volt, majd Münchenben festeni tanult. Charles Albert Waltner hatása alatt 1876 után Párizsban rézkarcok készítésével kezdett foglalkozni. Rézkarcaival gyakran híres festményeket reprodukált (Rembrandt, Munkácsy stb.) Számos elismerést szerzett. 1889-ben a berlini akadémia rézmetsző mesteriskolájának vezetője lett.

## Díjai, elismerései
Többek között a francia becsületrend lovagja, az 1889. évi párizsi világkiállítás nagydíjának nyertese, a berlini művészeti akadémia tagja

## Legkitűnőbb rézkarcai
- Froufrou, Clairintől; Éjjeli csavargók, Krisztus a Golgotán, Munkácsytól; Férfi arckép, A posztócéh előljárói, Aggastyán, Rembrandttól; A reggel, Bretontól.